# Expect No Mercy
Albums de Nazareth
Play’n’The Game
(1976) No Mean City
(1979)
Expect No Mercy est le neuvième album studio du groupe écossais Nazareth, sorti en novembre 1977.

## Expect No Mercy
1. Expect No Mercy (Agnew/Charlton/McCafferty/Sweet) [3 min 26 s]
2. Gone Dead Train (Jack Nitzsche/Russ Titelman) [3 min 43 s][1]
3. Shot Me Down (Manny Charlton) [3 min 29 s]
4. Revenge Is Sweet (Manny Charlton) [3 min 04 s]
5. Gimme What's Mine (Agnew/Charlton/McCafferty/Sweet) [3 min 45 s]
6. Kentucky Fried Blues (Agnew/Charlton/McCafferty/Sweet) [3 min 08 s]
7. New York Broken Toy (Manny Charlton/Dan McCafferty) [3 min 37 s]
8. Busted (Harlan Howard) [3 min 40 s][2]
9. Place In Your Heart (Manny Charlton) [3 min 01 s]
10. All The King's Horses (Dan McCafferty) [4 min 23 s]

## Bonus CD 2010
11 Kentucky Fried Blues (version alternative) [3 min 17 s]
12 Gone Dead Train (version alternative) [3 min 24 s]
13 Shot Me Down (version alternative) [3 min 44 s]
14 Greens (Agnew/Charlton/McCafferty/Sweet) [2 min 53 s]
15 Life Of A Dog (Manny Charlton) [4 min 16 s]
16 New York Broken Toy (version alternative) [3 min 49 s]
17 Revenge Is Sweet (version alternative) [3 min 07 s]
18 Desolation Road (Agnew/Charlton/McCafferty/Sweet) [3 min 09 s]
19 Can't Keep A Good Man Down (Agnew/Charlton/McCafferty/Sweet) [4 min 18 s]
20 Moonlight Eyes (Dan McCafferty) [2 min 48 s]

## Musiciens
- Dan McCafferty ; chant
- Manny Charlton ; guitares, production
- Pete Agnew ; basse
- Darrell Sweet ; batterie

## Crédits
- Produit par Manny Charlton
- Enregistré à Le Studio, Morin Heights, Canada par Nick Blagona
- Dessin pochette : Frank Frazetta
- Pochette : Smart Art